# Vinculaspis laniata
Vinculaspis laniata är en insektsart som först beskrevs av Ferris 1941.  Vinculaspis laniata ingår i släktet Vinculaspis och familjen pansarsköldlöss. Inga underarter finns listade i Catalogue of Life.